# (1639) Bower
Pour les articles homonymes, voir Bower.
(1639) Bower est un astéroïde de la ceinture principale découvert le 12 septembre 1951 par l'astronome belge Sylvain Arend à Uccle.
C'est l'astéroïde à l'origine de la famille de Bower.

## Historique
Sa désignation provisoire, lors de sa découverte le 12 septembre 1951, était 1951 RB.